# 張四良
張四良（1941年—2024年11月19日），中華民國警察官員，曾任第11任警政署署長，亦曾擔任臺北市政府警察局局長、高雄市政府警察局局長、刑事警察局副局長等要職。張氏出身於中央警官學校，為臺灣戰後警界資歷深厚的重要人物之一。2003年7月出任警政署長，任內推動資訊化警政與社區警政改革，然因「319槍擊案」爭議及高階警官人事風波，於2004年4月請辭下台，成為任期最短的警政署長。
張四良於2024年11月19日病逝於臺北市，享壽83歲。

## 生平
張四良生於1941年，原籍台灣新竹州。1965年自中央警官學校畢業後投身警界，歷任基層分駐所警員及刑警隊幹部；其後進入中國文化大學政治研究所深造，取得碩士學位。
1980至1990年代間，他歷任刑事警察局副局長、臺北市政府警察局副局長、高雄市政府警察局局長等重要職務，專注於打擊組織犯罪、槍擊案件與推動警政現代化。
2003年7月1日，張四良出任第11任警政署署長，提出「清廉警政、社區警政、科技警政」三大改革方向。任內於2004年3月19日發生正、副總統「三一九槍擊案」，由於輿論與立法院的強烈壓力，他於4月15日請辭卸任，使其任期僅九個月，成為警政署歷來最短任期署長。
退職後他回歸社會，時有出席警政論壇並撰寫專文。2024年11月19日於臺北因病逝世，享壽83歲，警界各界均表哀悼。

## 爭議事件
張四良擔任內政部警政署署長期間，原以穩健作風與組織調整見長，惟在任期後段因「三一九槍擊案」而捲入政治與輿論風波。2004年3月19日，時任總統陳水扁與副總統呂秀蓮在臺南市掃街拜票期間遭槍擊受傷，震驚全臺。事件發生後，社會對警方維安疏失提出質疑，立法院內外多方聲音要求警政高層負責。
張四良在事件發生後受命主持專案調查，然而由於槍擊案遲未查明凶手動機，引發外界不滿。加上選後部分民間團體質疑偵查不力、警方事後處理不透明，張氏遂於2004年4月15日向內政部請辭獲准，成為歷來任期最短的署長之一。
此外，張四良任內亦推動高階警官人事調整，引發部分內部爭議；有輿論認為其人事布局過於強勢，影響署內運作平衡。但亦有觀點指出，相關調整為配合組織現代化所必須，評價兩極。

## 評價
張四良被多數警界資深人士與地方警政學者視為「治安專才」，其在北市刑事警察系統期間，多次主導掃黑行動與重要社會案件偵破，曾參與逮捕知名槍擊嫌犯「瘋琴」盧照琴，也曾協助處理劫機事件，有「掃黑四巨頭」之譽。
新北市長兼前警政署長侯友宜在其告別式時指出：「張一生為國家治安全力以赴……他是我的老長官，我以他為榮」，並認為張應成為警界「重要學習典範」。
警政署官方及中央社報導也肯定他在打擊犯罪、推動警政現代化（如發展資訊化警政與社區警政）上的貢獻，強調其「穩定治安、專業執法」的領導風格。